# Ingvar Rydberg
Ingvar Rydberg, född 1940, är en svensk översättare från arabiska och franska.

## Biografi
Rydberg växte upp i Helsingborg.  Han intresserade sig tidigt för romanska och slaviska språk, men tack vare ett stipendium från Svenska institutet fick han tillbringa läsåret 1962/63 vid Kairouniversitetet i Förenade arabrepubliken (nuvarande Egypten) vilket för Rydberg blev en introduktion till det arabiska språket och hela den arabiska världen. År 1966 avlade han filosofisk-samhällsvetenskaplig examen vid Lunds universitet, och 1972 fil lic-examen vid samma lärosäte.
År 1972 gjorde han urval och översättning av antologin Palestinsk poesi, där han även svarade för en informativ inledning om palestinsk poesi under 1900-talet. Antologin speglar det uppsving som skedde för arabisk poesi i Israel efter sexdagarskriget, som predikar militant motstånd och framtidstro i en situation som annars präglades av missmod. Hans översättning 1977 av den egyptiska romanen Jorden fick överlag positiva omdömen, och han har senare fortsatt översätta arabiska verk till svenska, till exempel romaner av nobelpristagaren Najīb Maḥfūẓ.
Rydberg har även översatt flera böcker från franska, till exempel av den fransk-algeriska författaren Assia Djebar, där han i en recension beskrivs som "Assia Djebars ridderlige och pålitlige följeslagare på svenska".
Rydberg utnämndes 1995 till hedersdoktor vid Lunds universitet med motiveringen "hans enastående kulturgärning som översättare av arabisk litteratur".

### Översättningar (urval)
Se även förteckning på webbplatsen varldslitteratur.se.
- Rydberg Ingvar, red (1972). Palestinsk poesi. FIB:s lyrikklubbs bibliotek, 0425-5232 ; 156. Stockholm: FIB:s lyrikklubb. Libris 7420090. ISBN 9155015166
- Kanafānī, Ghassān (1975). Män i solen och andra palestinska berättelser. Stockholm: Prisma. Libris 7406469. ISBN 9151809141
- Sharqāwī, ʻAbd al-Raḥmān (1977). Jorden: egyptisk roman. Stockholm: Prisma. Libris 7406673. ISBN 9151811340
- Rydberg Ingvar, Teymour Mahmoud, Ḥaqqī Yaḥyá, Maḥfūẓ Najīb, Idrīs Yūsuf, Kamal Ihsan, Sharouni Yousuf esh, Kanafānī Ghassān, Azzam Samira, Nuayme Mikhail, Freiha Anis, Khouri Touma el, Shaib Fuad esh, Mudarris Faith el, Kayali Hasib, Salam el-Ujeli Abd es, Tāmir Zakarīyā, Ayoub Dhunnoun, Malik Nouri Abd el, Tekerli Fuad et, Khudeir Muhammed, Tayib Salih Et, Hamzawi Muhammed el, Mammeri Mouloud, Feraoun Mouloud, Dib Mohammed, Djebar Assia, Boudjedra Rachid, Šukrī Muḥammad, Chraïbi Driss, Samihi Abd el-Qadir es, red (1980). Arabiska berättare: modern arabisk prosa. Stockholm: Gidlund. Libris 7591209. ISBN 9170213275
- Saʻdāwī, Nawāl (1987). Och tiden står stilla vid Nilen: [roman] (1. uppl.). Stockholm: Ordfront. Libris 7634231. ISBN 917324287X
- Ibn Khaldūn (1989). Prolegomena: en introduktion till världshistorien. Alhambras klassiker, 99-0903115-9. Lund: Alhambra. Libris 7766011. ISBN 9187680076
- Rodinson, Maxime (1981). Muhammed. Stockholm: Gidlund. Libris 7591232. ISBN 9170213577
- Maḥfūẓ, Najīb (1990). Längtans slott. Stockholm: Rabén & Sjögren. Libris 7236508. ISBN 912959345X
- Maḥfūẓ, Najīb (1991). Det förflutnas trädgård. Stockholm: Rabén & Sjögren. Libris 7236510. ISBN 9129593476
- Wālī, Najm (2002). En stad vid namn Komeit. Furulund: Alhambra. Libris 8434439. ISBN 9188992683
- Djebar, Assia (2002). Ett fängelse så stort: [roman]. Stockholm: Leopard. Libris 8601316. ISBN 9173430048
- Shamir, Israel Adam (2003). Blommor i Galiléen: samlade essäer. Furulund: Alhambra. Libris 9803668. ISBN 9188992527
- Lamloum, Olfa (2006). Al-Jazira: en arabisk TV-kanal som skakat om medievärlden. Översättning: Fridhem Sarah, Rydberg Ingvar. [Furulund]: Alhambra. Libris 10146309. ISBN 9188992861
- Ṣāliḥ, Ṭayeb; Kahle Sigrid (efterord) (2006). Utvandringens tid. Stockholm: Leopard. Libris 10150930. ISBN 9173431303
- Rhétore, Jacques; Alichoran Joseph (2008). Turkarnas heliga krig mot kristna i norra Mesopotamien 1915. Södertälje: Nsibin. Libris 10711594. ISBN 918832849X
- Djebar, Assia (2009). Ingenstans i min fars hus: [roman]. Stockholm: Leopard. Libris 11240993. ISBN 9789173432399
- Djebar, Assia (2010). Kärleken, kriget. Stockholm: Leopard. Libris 11656904. ISBN 9789173432788
- El-Abbadi, Mostafa; Översättning: Ericson Ulla, Rydberg Ingvar (2010). Alexandrias antika bibliotek: dess liv och öde. Furulund: Alhambra. Libris 11859217. ISBN 9789186063108

- Baker Raymond William, Ismael Shereen T., Ismael Tareq Y., red (2011). Kriget mot Iraks kultur: varför museer plundrats, bibliotek bränts ned och akademiker mördats. Furulund: Alhambra. Libris 12448180. ISBN 9789186063221
- Mishāqah, Mikhāʼīl; Översättning: Ericson Ulla, Rydberg Ingvar (2012). Storm över berget: Libanons historia under 1700- och 1800-talen. Furulund: Alhambra. Libris 13518560. ISBN 9789186063252
- Soueif, Ahdaf (2012). Kairo: min stad, vår revolution. Furulund: Alhambra. Libris 12639966. ISBN 9789186063238
- Courtois, Sébastien de (2015). Det glömda folkmordet: österns kristna, de sista araméerna. Södertälje: Syrisk ortodoxa kyrkans ungdomsförbund (SOKU). Libris 19215690. ISBN 9789198247046
- Fader Marchi (2016). Bet̲-Şawoce Jan. red. Kaldéer - vilka är de? (Ţboco qamoyo). Södertälje: Bet̲-froso Nsibin. Libris 21734273. ISBN 9789188328649
- Falk, Richard A. (2017). Palestinas horisont: mot en rättvis fred. [Furulund]: Alhambra. Libris 20823236. ISBN 9789187771170
- Benzine, Rashid (2017). Varför såg jag ingenting komma, Nour?. Furulund: Alhambra. Libris 20018068. ISBN 9789187771224
- Alibrahim, Ali (2019). Syrien lever och dör. Malmö: Smockadoll förlag. Libris 9k6441r6761c8gmj. ISBN 9789186175849
- ʻAbd al-Wāḥid, Ḥūrīyah (2020). Profetens kvinnor. [Furulund]: Alhambra. Libris r4q4s1m3pm9hcgk7. ISBN 9789187771040

## Utmärkelser
- 1995 – Utnämnd till hedersdoktor vid Lunds universitet.[8]